# Bonnay-Saint-Ythaire
Pour les articles homonymes, voir Bonnay et Saint-Ythaire.
Bonnay-Saint-Ythaire est une commune française située au centre du département de Saône-et-Loire en région Bourgogne-Franche-Comté.
Elle est créée le 1er janvier 2023 par la fusion des communes de Bonnay et Saint-Ythaire, sous le régime juridique des communes nouvelles.

## Géographie

### Localisation
| Burzy Saint-Huruge | Curtil-sous-Burnand  | Savigny-sur-Grosne |
| Sigy-le-Châtel     | Bonnay-Saint-Ythaire | Malay              |
| Sailly             | Salornay-sur-Guye    | Cortevaix          |

## Toponymie
Le nom est l'accolement du nom des deux communes ayant fusionné : Bonnay et Saint-Ythaire.

## Histoire
La commune nouvelle est créée officiellement le 1er janvier 2023 par arrêté préfectoral du 26 juillet 2022, avec la transformation des deux anciennes communes en « communes déléguées ».

## Politique et administration

### Communes fondatrices
| Nom            | Code Insee | Intercommunalité | Superficie (km2) | Population (dernière pop. légale) | Densité (hab./km2) |
| -------------- | ---------- | ---------------- | ---------------- | --------------------------------- | ------------------ |
| Bonnay (siège) | 71042      | CC du Clunisois  | 11,99            | 312 (2020)                        | 26                 |
| Saint-Ythaire  | 71492      | CC du Clunisois  | 9,3              | 127 (2020)                        | 14                 |

### Liste des maires
En attendant les élections municipales de 2026, le conseil municipal élisant le maire sera composé des 22 conseillers municipaux des deux communes. 
| Période      | Période  | Identité         | Étiquette | Qualité                     |
| ------------ | -------- | ---------------- | --------- | --------------------------- |
| janvier 2023 | En cours | Christophe Parat |           | Maire de Bonnay (2014-2022) |

## Population et société

### Démographie
L'évolution du nombre d'habitants est connue à travers les recensements de la population effectués dans la commune depuis sa création.

En 2022, la commune comptait 443 habitants.
| 2019 | 2020 | 2021 | 2022 |
| ---- | ---- | ---- | ---- |
| 444  | 439  | 437  | 443  |

## Culture locale et patrimoine

### Lieux et monuments
- Le château de Besanceuil.
- Le château de Chassignole.
- L'église Saint-Hippolyte (en ruine), au hameau de Saint-Hippolyte, vestige d'un ancien doyenné de l'abbaye de Cluny[6] (sur carte IGN 1:250 ; Saint-Hippolyte sur carte Michelin 1:200.000).
- L'église Saint-Pierre de Besanceuil, édifice consacré relevant de la paroisse Saint-Augustin en Nord-Clunisois (Ameugny).
- L'église Saint-Barthélémy de Saint-Ytaire.
- La croix Blanche de Bonnay, classée au titre des Monuments historiques, qui date du XIIIe siècle et se caractérise par la croix losangée qui constitue sa partie supérieure[7].
- Un lavoir, alimenté par une source.

## Pour approfondir